# Piano GOELRO

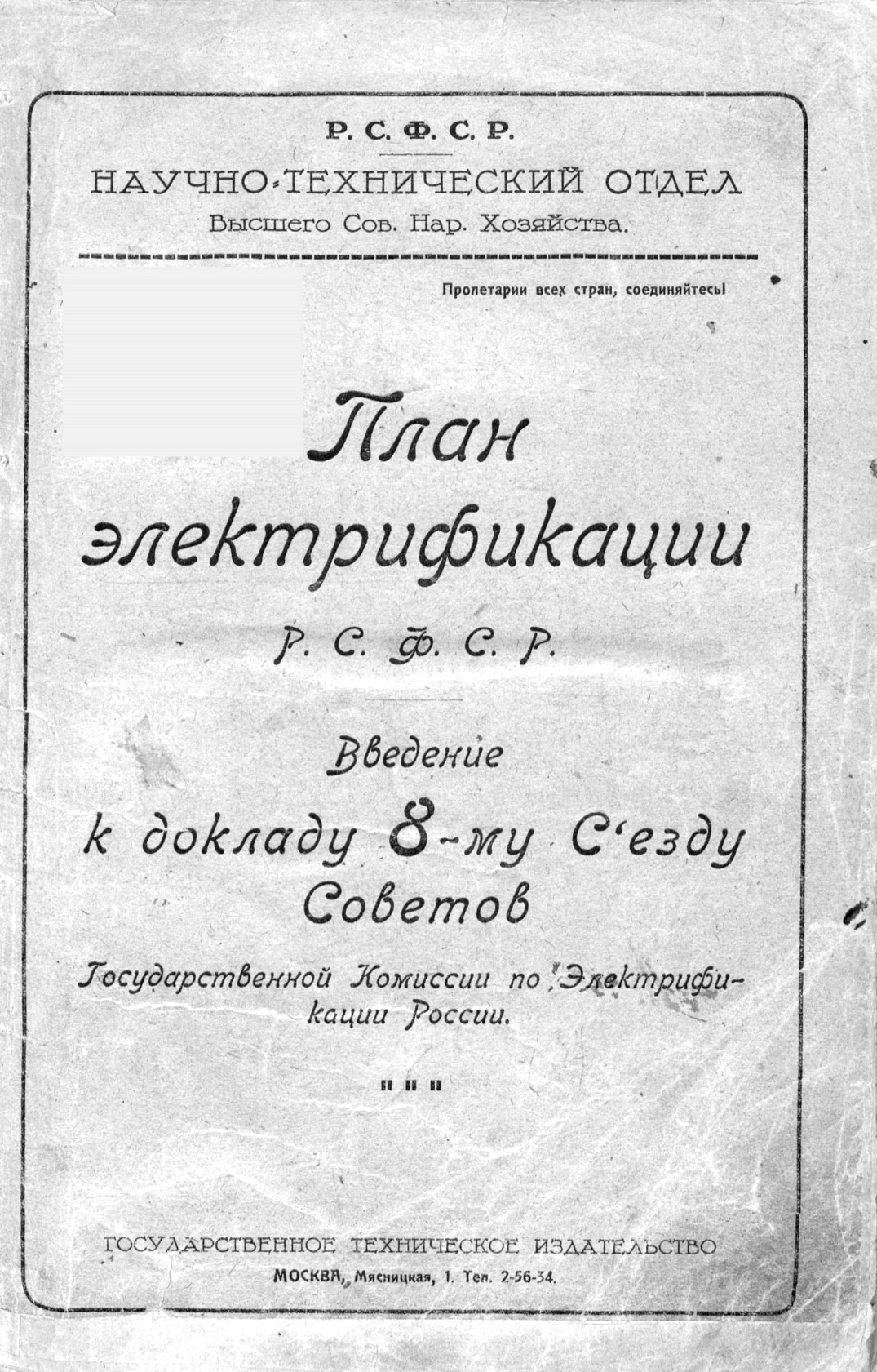
Frontespizio del 1920 del piano GOELRO.

Il piano GOELRO (in russo: план ГОЭЛРО?) è stato il primo piano sovietico in assoluto per la ripresa dell'economia nazionale e lo sviluppo e divenne il prototipo dei successivi piani quinquennali varati dal Gosplan. GOELRO è la translitterazione dell'abbreviazione russa per "Commissione statale per l'elettrificazione della Russia" (Государственная комиссия по электрификации России, Gosudarstvennaja komissija po elektrifikacii Rossii).
La commissione e il piano furono avviati e supervisionati dal leader sovietico Vladimir Lenin che credeva nell'importanza centrale dell'elettrificazione del Paese per il raggiungimento del comunismo, come affermò in questa frase:
(Vladimir Lenin)
La commissione fu stabilità dal Presidium del Soviet supremo dell'economia nazionale il 21 febbraio 1920 in base alla risoluzione del 3 febbraio dello stesso anno varata dal Comitato esecutivo centrale panrusso riguardo allo sviluppo di un piano per l'elettrificazione. Il direttore della commissione era Gleb Kržižanovskij. Al progetto parteciparono circa 200 scienziati e ingegneri Genrih Graftio, Ivan Aleksandrov, Mihail Šatelen e altri. Verso la fine del 1920 la commissione ideò il "Piano Elettrificazione della RSFS Russa" (in russo: «План электрификации Р.С.Ф.С.Р»?), che fu successivamente approvato dall'VIII Congresso panrusso dei Soviet il 22 dicembre 1920 e approvato dal Sovnarkom il 21 dicembre 1921.
Il piano rappresentò un'importante rinnovamento dell'economia sovietica basata sulla totale elettrificazione del Paese.  L'obiettivo del piano annunciato da Lenin era "[...] l'organizzazione dell'industria sulle basi della moderna e avanzata tecnologia,  sull'elettrificazione che garantirà un collegamento tra le città e il Paese, porrà fine alla divisione tra le città e il Paese, renderà possibile l'aumento del livello culturale nelle periferie e il superamento, anche negli angoli più remoti del territorio, dell'ignoranza, della povertà, della malattia e del barbarismo."

## Implementazione
Il piano GOELRO fu implementato durante un periodo lungo tra i 10 e i 15 anni ed in base a esso, il territorio della RSFS Russa venne diviso in otto regioni, con distinte strategie di sviluppo realizzate in base alle caratteristiche di ciascuna area: la regione Meridionale, Industriale centrale, Settentrionale, degli Urali, del Volga, del Turkestan, del Caucaso e della Siberia occidentale. Il piano prevedeva la costruzione di una rete di 30 centrali elettriche regionali,  tra cui 10 grandi centrali idroelettriche e numerose grandi imprese industriali alimentate con l'elettricità. La produzione nazionale annuale di energia elettrica doveva aumentare a 8,8 miliardi kWh, contro i 1,9 miliardi kWh del 1913 nella Russia imperiale. La propaganda sovietica sosteneva che il piano sarebbe stato completato entro il 1931 ma in realtà soltanto tre delle dieci stazioni idroelettriche previste furono già costruite nel 1930: l'impianto di Volchov, Svir'stroj e di Zaporižžja. L'obiettivo degli 8,8 miliardi di kWh fu tuttavia raggiunto nel 1931 e la produzione di energia elettrica nazionale continuò ad aumentare esponenzialmente, raggiungendo i 13,5 miliardi kWh verso il termine del primo piano quinquennale nel 1932, 36 miliardi kWh nel 1937 e 48 miliardi kWh nel 1940.
Ivan Aleksandrov diresse successivamente la Commissione regionalizzazione del Gosplan che divise l'Unione Sovietica in 13 regioni economiche europee e 8 asiatiche, utilizzando la razionale pianificazione economica piuttosto che "le vestigia dei diritti sovrani perduti".